# Mount Darwin (Simbabwe)
Mount Darwin, auch Darwin, Fura, Mount Fura (Pfura bedeutet in der Sprache der Shona großes Nashorn), ist ein in etwa 950 m Höhe gelegener Ort mit etwa 6350 Einwohnern (2014) in der Provinz Mashonaland Central in Simbabwe etwa 130 km nordöstlich der Hauptstadt Harare.

## Geografie
Mount Darwin liegt im Norden des Landes, etwa 60 km südlich der Grenze zu Mosambik. es liegt am Fluss Mufuri, einem Nebenfluss des Metangua. Es ist der größte Ort im gleichnamigen Distrikt.

## Geschichte
Der Ort war einmal das Verwaltungszentrum für die Tribal Trust Lands Areas, also jener Gebiete, die den Einheimischen zur Kolonialzeit überlassen worden sind. Heute leben dort Menschen vom Stamm der Mokorekore. Noch vor Inyati in Nordmatabeleland entstand hier die erste Missionsstation der Christen in Simbabwe durch den portugiesischen Jesuitenpater da Silveria 1561, der von Mosambik kommend die Menschen im Sambesital missionierte. Von ihm liegen bisher keine ethnologischen Beschreibungen vor, die Rückschlüsse auf die damalige Bevölkerung zuließen.

## Bürgerkrieg
Im Bürgerkrieg gehörte dieses Gebiet nahe Mosambik, das an die schwer zugänglichen Abhänge, das Escarpment, des Sambesitales grenzt und den Guerillakämpfern als Zufluchtsgebiet diente, zu den Hauptkampfgebieten. Im Jahr 2004 wurden 19 Massengräber mit insgesamt 5000 Leichen aus dieser Zeit gefunden und exhumiert. Vermutlich sind das Leichen von gefallenen Guerilla. Es ist ein ländliches Gebiet mit kargen Böden, das zu den ärmsten in Simbabwe zählt. Schon das Bergwerk in Shamva zog seinerzeit viele Menschen von hier fort, doch die Bürgerkriegsfront vor dem Ort hat Mount Darwin fast vollständig entleert.